# La dama regresa
La dama regresa es una película argentina de comedia dramática de 1996 dirigida por Jorge Polaco sobre el guion de Rodolfo Hermida, y basada en el libro (argumento) de Humberto Rivas y Jorge Polaco. Es protagonizada por Isabel Sarli, Edgardo Nieva, Guadalupe y Jorge Porcel (hijo). Se estrenó el 12 de septiembre de 1996.
La premisa básica del film guarda similitudes con la clásica obra de teatro La visita de la vieja dama, una tragicomedia de Friedrich Dürrenmatt que fue estrenada en 1955. El film no sigue un argumento directo, ya que la historia se desarrolla como una serie de estampas o viñetas absurdistas, y el pueblo ficcional donde se centra el relato, Laguna Verde, es presentado como una especie de espectáculo de circo, habitado por malabaristas y drag queens. Varias de las escenas, incluyendo las de apertura y cierre, fueron filmadas en La Boca, un barrio de la Ciudad de Buenos Aires.
El film de Polaco constituyó el regreso al cine de Isabel Sarli, la recordada diva del cine erótico argentino de los años '60 y '70, después de casi dos décadas de ausencia.

## Sinopsis
Luego de muchos años de ausencia Aurora, una mujer de dudoso pasado, regresa a su lugar de origen, el pueblo Laguna Verde, convertida ahora en una dama adinerada, con la intención de salvar al intendente del pueblo y vengarse de sus otrora humilladores.

## Reparto
Participaron del filme los siguientes intérpretes:
- Isabel Sarli ... Aurora/La Dama[1]
- Edgardo Nieva ... Jaime
- Guadalupe
- Jorge Porcel (hijo)
- Juan Pablo Alem
- Néstor Romano
- Federico Klemm
- Rosa Albina Ibáñez
- Marcos Woinsky
- Leevon Kennedy ... Directora
- Alejandra Podestá ... Princesa
- Kikina Sarli ... Platch
- Isabelita Sarli ... La Mesera[3]
- Jorge Deza
- María Belén Correa
- Gustavo Liza ... Prostituta travesti II
- Mosquito Sancineto
- Juan Carlos Velázquez
- Golde Flami
- Susana Cortínez
- Ariel Bonomi
- Adelco Lanza
- Adriana Castellá
- Alejandro Carmelo Napoli ... Extra

## Comentarios
Fidel García en Página 12 escribió: 

«el apunte corrosivo que otrora ensayó Polaco, ahora navega por el carril del kitsch, fusionado con una suerte de varieté gritón, con perfil histérico, como esos de los que son testigos ciertas madrugadas ebrias del underground porteño.»

Marcelo Zapata en Ámbito Financiero escribió: 

«"Esta película es como un chiste de Jaimito contado en polaco… Si siempre es difícil manipular o desmenuzar elementos inalienables de su base popular, a «La dama regresa» hay que añadirle la mirada propia de su director, que insiste en acumular en la pantalla todo lo feo y desagradable que se haya olvidado en sus películas anteriores, y arrojárselo en la cara al espectador".» 

Quintín en El Amante del Cine  escribió: 

«Colección de naturalezas muertas y abigarradas en la que cada plano carece de respiración o tensión interna y de relación con los otros, como si se tratara de hacer el inventario de la utilería de un teatro.»

Claudio España en La Nación opinó: 

« La visión del film no me dio tregua, me divirtió, y entrar en su código resultó para mí contundente…una película que habla de nosotros, los argentinos que no entrecerramos los ojos y que no hablamos entre dientes; que lo hacemos desde un lenguaje sucio pero no procaz…Los mitos nacionales protagonizan "La dama regresa": el fútbol con su idioma colectivizado, las religiones de la apariencia, la impersonalidad escolar de los actos patrióticos, el culto a la comida, la sexualidad compulsiva y la mismísima Isabel Sarli -mito indiscutible- que se derrumban bajo la garra imperiosa de Polaco, que perfora justo allí donde nadie quiere ver…. Polaco erige la figura de Isabel Sarli en la auténtica femineidad de su cualidad de mito hecho mujer.»

Aníbal Vinelli en Clarín dijo: 

« Aníbal M. Vinelli, crítico del diario Clarín, consideró que "el problema (uno de ellos, al menos) es un guion con más saltos que avión en turbulencias". Y señaló: "«La dama regresa» se merecería una calificación especial, pero es imposible medir los subsuelos abismales del mal gusto. Suficiente mérito el haberlos padecido y sobrevivir; aunque ya nada será igual".

Alberto Farina en El Cronista Comercial dijo: 

«muy original…Exige del espectador una actitud abierta que le permita descubrir la belleza en lo monstruoso, la ternura en la crueldad, el humor en lo absurdo, además de aceptar una experiencia alejada de lo confortable y lo convencional.»

## Premios
La película fue galardonada en el Festival de cine internacional de Amiens de 1996 con el Premio Especial del Jurado.